# Joseph Rey
Joseph Rey (Colmar, 10 de setembre del 1899 - 26 de juliol del 1990) fou un polític alsacià, alcalde de Colmar de 1947 a 1977. Durant la Primera Guerra Mundial es va veure obligat a lluitar primer en l'exèrcit alemany i després en el francès. Durant l'ocupació nazi d'Alsàcia va col·laborar amb la Resistència francesa, raó per la qual fou tancat tres anys en el camp de concentració de Schirmeck. Alliberat el 1945, el 1947 fou elegit alcalde de Colmar pel MRP. Aprofità el càrrec per a promoure el turisme a la ciutat creant la gruene-strasse (ruta verda) el 1960, i les relacions transfrontereres amb municipis alemanys i suïssos. Fou considerat un dels principals advocats per a la reconciliació franco-alemanya.